# Singer 2 litre
Der Singer 2 litre war ein Mittelklassewagen, den Singer nur 1933 als Nachfolger des Senior Six baute.
Der Wagen hatte einen Sechszylinder-Reihenmotor mit 2050 cm³ Hubraum (Bohrung × Hub = 69,5 mm × 90 mm), der 45 bhp (33 kW) bei 3600/min. leistete. Der Motor hatte, wie sein Vorgänger, seitlich stehende Ventile. Der Wagen erreichte eine Höchstgeschwindigkeit von 104 km/h.
Der Singer 2 litre war als Tourenwagen oder Limousine erhältlich.
1935, zwei Jahre nach der Fertigungseinstellung des 2 litre, kam der Nachfolger 16.